# Lički krumpir
Lički krumpir je hrvatski autohtoni proizvod registriran i zaštićen na zajedničkom tržištu EU, gdje je dobio oznaku izvornosti i zemljopisnog podrijetla u rujnu 2015. godine.
Specifičnog je brašnastog odnosno prhog okusa radi većeg postotka suhe tvari koji ga čini posebnijim u odnosu na krumpire proizvedene u drugim područjima.